# Mijaíl Vdovin
Mijaíl Vdovin (Rusia, 15 de enero de 1967) es un atleta ruso retirado especializado en la prueba de 400 m, en la que consiguió ser medallista de bronce mundial en pista cubierta en 1995.

## Trayectoria deportiva
En el Campeonato Europeo de Atletismo de 1994 ganó la medalla de bronce en los relevos 4x400 metros, con un tiempo de 3:03.10 segundos, llegando a meta tras Reino Unido (oro) y Francia (plata). En el Campeonato Mundial de Atletismo en Pista Cubierta de 1995 ganó la medalla de bronce en los 400 metros, llegando a meta en un tiempo de 46.65 segundos, tras el estadounidense Darnell Hall y el nigeriano Sunday Bada (plata).